# 蘇成公
苏成公（?—?），是春秋时代苏国国君，己姓，蘇氏。曾经是周朝的三公。大约生活在东周第一任天子周平王时代。《世本》记载苏成公作篪，暴辛公作埙。